# Калараш, Глеб Владиславович
Глеб Владиславович Калараш (род. 29 ноября 1990 года) — российский гандболист, линейный сборной России.

## Карьера
Сын гандболиста Владислава Калараша
Выступал в составе клубов «РГУФК-Чеховские медведи» и «Нева» в 2013-2015. Серебряный (2014) и бронзовый (2015) призёр чемпионата России. В сезоне 2014/15 был признан лучшим линейным России
В сезонах 2015/16 и 2016/17 года играл в составе запорожского «Мотора». За это время стал двукратным чемпионом Украины, двукратным обладателем Кубка и Суперкубка Украины.
Выступать за «Магдебург» Глеб Калараш начал с сезона 2017/18 . Участник финала кубка ЕГФ 2017/18.
В сезоне 2018/19 перешел в македонский клуб «Вардар».

## Достижения
Вардар:
- победитель Лиги Чемпионов: 2018/19
- победитель СЕХА-лиги: 2018/19
- серебряный призер СЕХА-лиги: 2019/20

- чемпион Македонии: 2018/19, 2020/21
- обладатель кубка Македонии: 2020/21

Мотор:
- чемпион Украины: 2015/16, 2016/17

- обладатель Супер Кубка Украины: 2015/16, 2016/17
- обладатель Кубка Украины: 2015/16, 2016/17

Университет Лесгафта-Нева
- Серебряный призер чемпионата России: 2013/14
- Бронзовый призер чемпионата России: 2014/15,